# Карпов, Степан Михайлович
Степан Михайлович Карпов (20 декабря 1890, Оренбург, Российская империя — 21 марта 1929, Москва, РСФСР, СССР) — русский и советский живописец.

## Биография

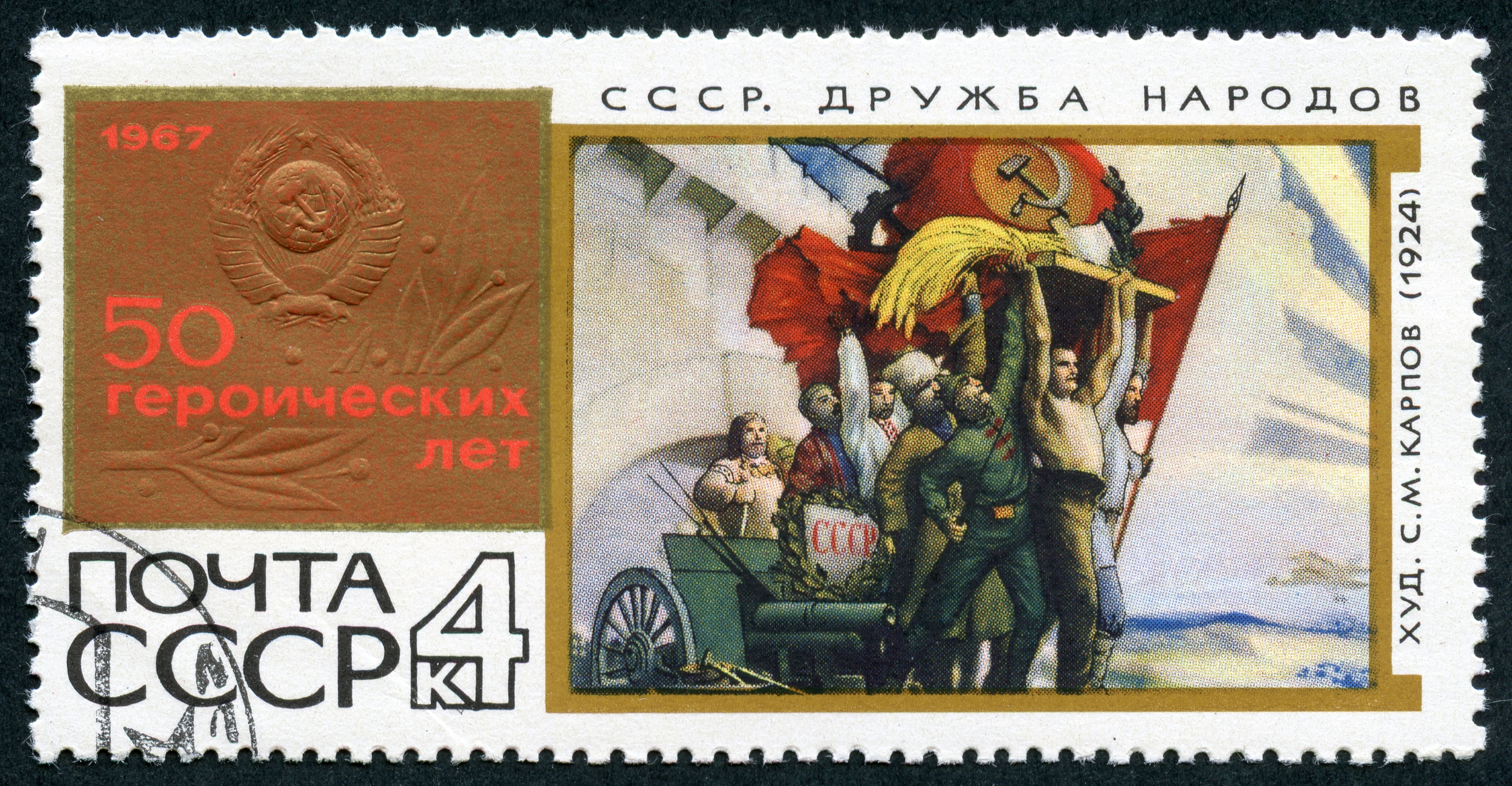
«СССР. Дружба народов», 1924

Родился 20 декабря 1890 года в Оренбурге.
Вначале учился в Казанской художественной школе (1905—1911) у живописца Н. И. Фешина. Продолжил обучение в Академии художеств Санкт-Петербурга (1911—1917, 1921—1922), где его основными наставниками были Г. Р. Залеман и Д. Н. Кардовский.

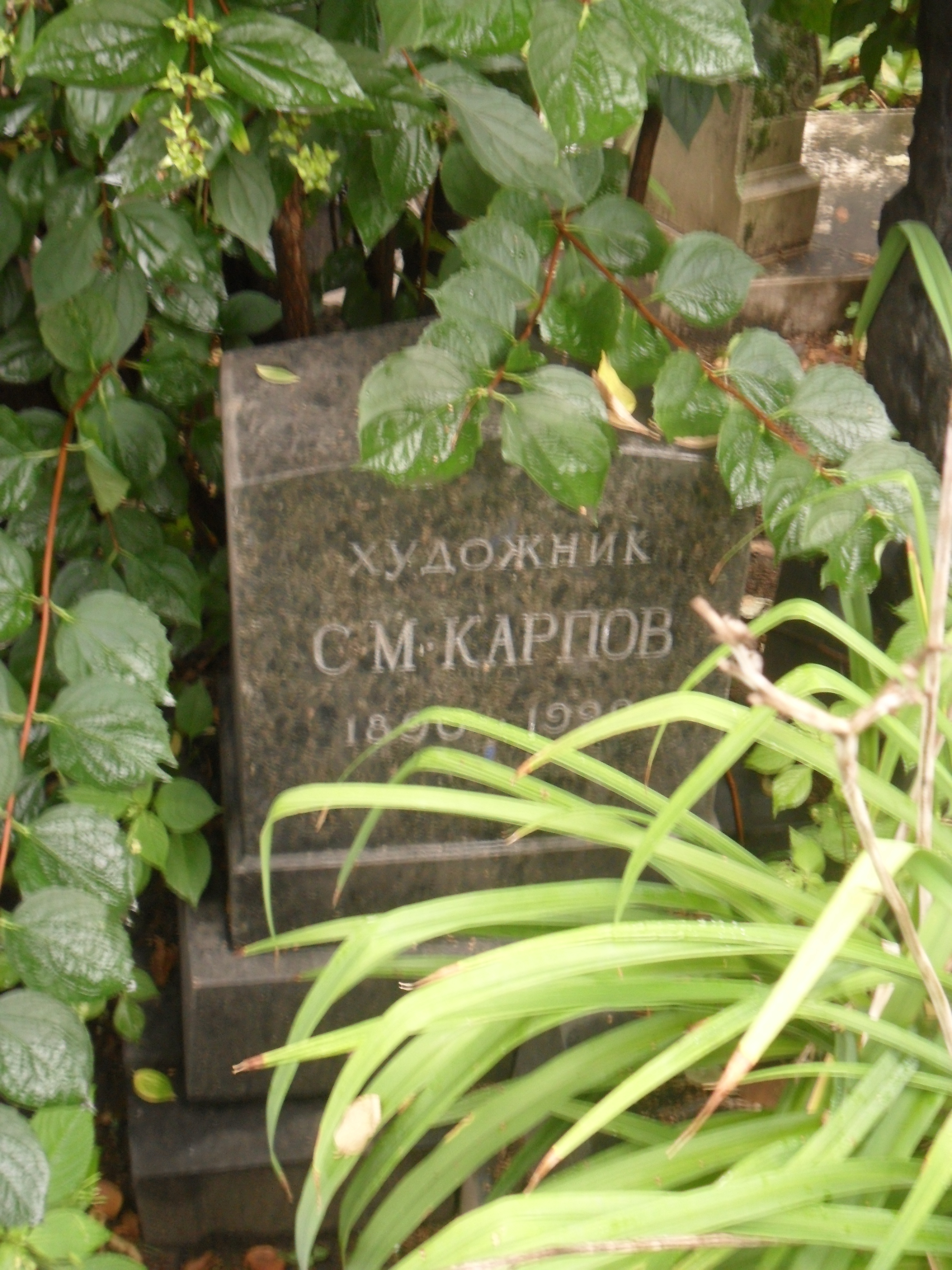
Могила Карпова на Новодевичьем кладбище Москвы.

Студентом Академии за картины «Нерон на рыбной ловле» и «Пираты» получил премии (соответственно в 1912 и 1913 годах).
С 1917 по 1923 годы С. М. Карпов жил на своей родине — в Оренбурге. Был одним из организаторов краеведческого музея, художественной студии, председателем местного Союза художников, а также официальным «живописцем» города.
После переезда в Москву (1922) занял руководящее положение в АХРР (Ассоциация художников революционной России).
Умер 21 марта 1929 года в Москве в своей квартире во время работы над картиной от разрыва сердца. Похоронен на Новодевичьем кладбище.
Жена — Рянгина, Серафима Васильевна (1891—1955), художница, тоже похоронена на Новодевичьем кладбище.

## Работы
Пристрастие Карпова к мифологическим и древнеисторическим темам (известное полотно «Тезей и Минотавр», 1920) перешло в годы советской власти к революционно-реалистическому содержанию: «Агитпункт (У агитпункта)» (1923), «СССР — дружба народов», «Вооружение рабочих (Тревога на заводе)» (обе — 1924), «Повстанцы», «Кузнецы в Самарканде» (обе — 1925), «Басмачи», «Единение народов» (обе — 1926), «Строители» (1928), «Арест Пугачева» (1929) и другие.
Кисти Карпова принадлежат также известные «Автопортрет» (1926) и портрет жены — «Портрет С. В. Рянгиной».
Работы художника хранятся в московских музеях и в Оренбургском музее изобразительных искусств. В Государственной Третьяковской галерее находится акварель художника «В. И. Ленин у шалаша в Разливе».